# Les Masies (l'Espluga de Francolí)
Les Masies és un nucli de població del sud del municipi de l'Espluga de Francolí, situat al peu de les muntanyes de la Pena i molt a prop del monestir de Poblet, al límit amb el terme de Vimbodí i Poblet. S'inclou dins el paratge natural d'interès nacional de Poblet. La carretera local TV-7007 comunica les Masies amb l'Espluga i el Monestir de Poblet.
Es va originar al final del segle xix vora unes fonts d'aigües ferruginoses: la Font del Ferro i la Font de la Magnèsia. Primer s'hi va construir l'anomenada Masia Blanca, i més tard, el 1887, el complex residencial de la Villa Engràcia, on es va edificar el primer balneari, per la qual cosa aquest nucli de població es coneix també amb el nom de Balneari les Masies. Més endavant s'hi van construir altres xalets i hotels, com l'Hotel del Centre i l'Hotel La Capella.
Adossada a l'edifici de Villa Engràcia es troba l'església de Santa Maria de les Masies, construïda entre 1888 i 1910, d'estil historicisme, amb portalada neogòtica i un airós campanar de torre.
És una zona turística i de segona residència, amb diversos apartaments de muntanya, hotels, restaurants i l'alberg de joventut Jaume I, gestionat per la Generalitat.
L'any 2004 hi havia censats 16 habitants com a residents permanents.